# 葡眼半鮨
葡眼半鮨，為輻鰭魚綱鱸形目鱸亞目鮨科的其中一種，分布於東南太平洋區，從秘魯至智利海域，棲息深度45-610公尺，本魚頭大，體側扁，體色褐色，前鰓蓋骨緣具鋸齒，尾鰭略凹，背鰭硬棘10枚，背鰭軟條10-11枚，臀鰭硬棘3枚，體長可達50公分，生活在沙石底質海域，為底棲性魚類，屬肉食性，生活習性不明。